# Museo Judío de la Capital
El Museo Judío de la Capital, oficialmente denominado Museo Judío Lillian & Albert Small de la Capital, es una sociedad histórica y museo ubicado en Washington D. C. (Estados Unidos), dedicado a la historia de la vida judía en la capital estadounidense y el área metropolitana circundante.
Anteriormente conocido como Sociedad Histórica Judía del Gran Washington (JHSGW), la organización adoptó un nuevo nombre en 2018 mientras se preparaba para la inauguración de su nuevo museo. La organización se fundó en 1960 y se constituyó como organización sin ánimo de lucro en 1965. De 1975 a 2016, gestionó el Museo Judío Lillian & Albert Small en el histórico edificio de la sinagoga Adas Israel, una estructura de 1876 que es la sinagoga más antigua que se conserva en la ciudad. El edificio de la sinagoga se ha trasladado tres veces a lo largo de su historia, y en 2019 se trasladó definitivamente para formar parte del actual museo.

## Museo
El Museo Judío de la Capital, inaugurado en 2023, es una instalación de unos 3 020 metros cuadrados situada en el barrio de Judiciary Square y Capitol Crossing, en el noroeste de Washington D. C. El edificio de cuatro plantas, situado en la esquina de las calles 3rd y F NW, cuenta con tres plantas de espacio para exposiciones y programación. Incorpora la histórica sinagoga que anteriormente albergaba el museo, con el santuario «restaurado a su aspecto original».
El museo se refiere a la histórica sinagoga como la «pieza central» y el «artefacto más grande» del nuevo museo. Otros artefactos de la colección del museo incluyen un cuello de encaje usado por la jueza de la Corte Suprema de los Estados Unidos Ruth Bader Ginsburg; un cuaderno utilizado por el también magistrado del Supremo Louis Brandeis; fotografías de la vida judía en Washington, como una imagen de 1925 del presidente Calvin Coolidge inaugurando un centro comunitario judío local; una pancarta llevada por el lobista judío Hyman Bookbinder en la Marcha sobre Washington de 1963; una kipá de una celebración de la Janucá en la Casa Blanca; y objetos de negocios y familias judías locales, como el letrero de una librería y una copa de boda.

## Sinagoga Adas Israel
La histórica sinagoga Adas Israel fue construida en 1876 en las calles 6 y G, al noroeste, para albergar a la congregación del mismo nombre. El presidente de los Estados Unidos Ulysses S. Grant asistió a la inauguración de la sinagoga el 9 de junio de dicho año, lo que supuso el primer servicio judío al que asistía un presidente en ejercicio. El edificio es la sinagoga más antigua que se conserva en el Distrito de Columbia.

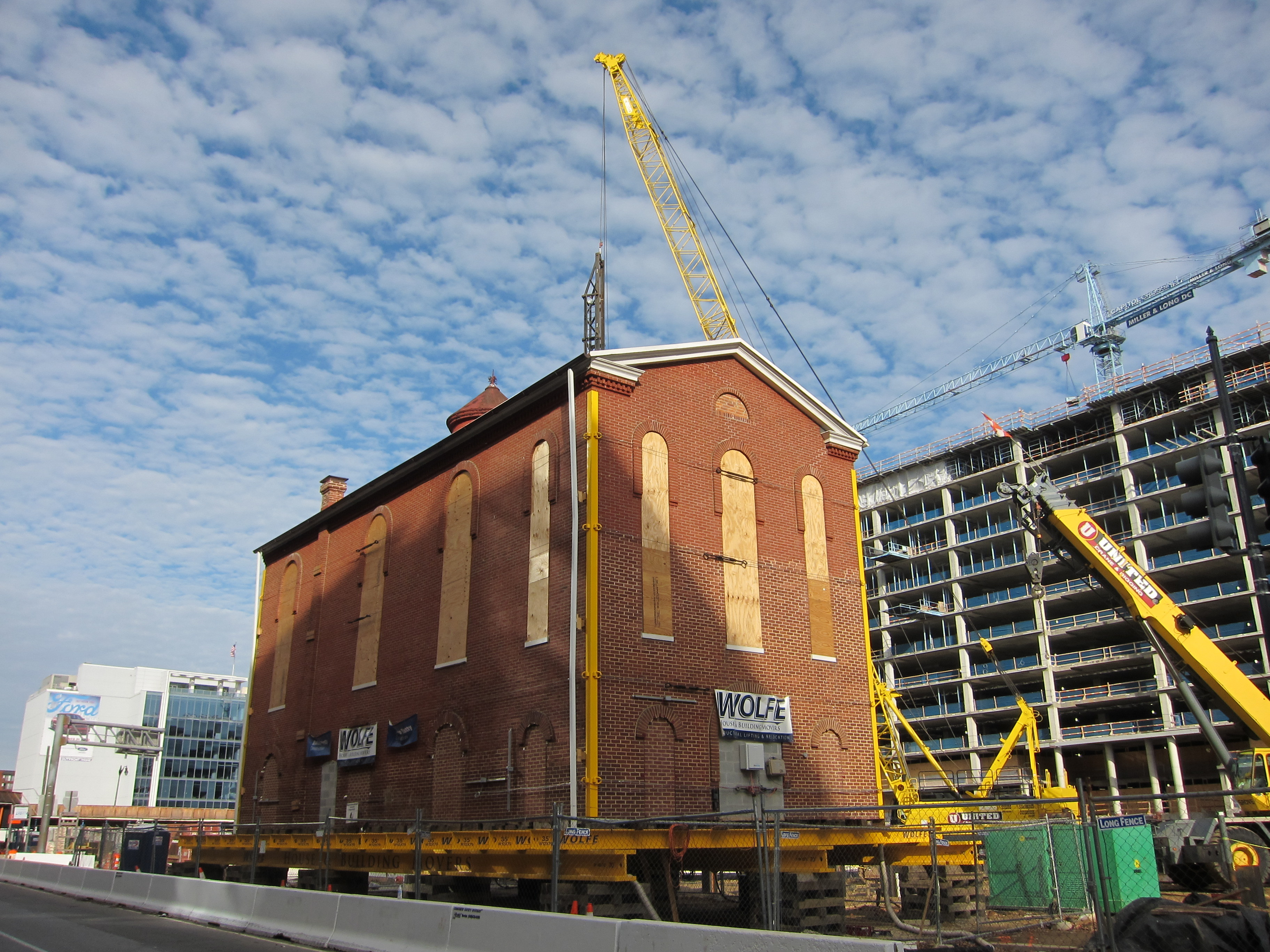
La sinagoga Adas Israel siendo trasladada en 2017. Esta fue la segunda vez que el edificio fue reubicado.

Durante las décadas siguientes, la afluencia de inmigrantes de Europa del Este y Rusia aumentó el número de feligreses. La congregación continuó celebrando sus cultos en la sinagoga original hasta 1908, cuando se inauguró un nuevo edificio en las calles Sixth e I, al noroeste. Más tarde, la congregación se trasladó de nuevo, y este último edificio se conoce hoy en día como la Sinagoga Histórica Sixth & I.
El edificio original de 1876 fue vendido a Stephen Gatti, un comerciante de fruta e inversor inmobiliario italoamericano que vivía a una manzana de distancia. En la década de 1910, la Iglesia Ortodoxa Griega de Santa Sofía celebraba sus cultos en el santuario del segundo piso. Entre los años 1920 y 1940 se sucedieron varias iglesias. Durante los siguientes 60 años, la primera planta de la antigua sinagoga se dividió en locales comerciales y albergó una tienda de bicicletas, una barbería, la tienda de comestibles de Joseph Funger, la charcutería de Anthony Litteri y otros negocios.
En la década de 1960, los planes para la construcción de la sede de la Autoridad de Tránsito del Área Metropolitana de Washington en la intersección de la 6ª y G amenazaron con la demolición del edificio. Con el apoyo de agencias federales y municipales, la Sociedad Histórica Judía del Gran Washington organizó el traslado del edificio tres manzanas más allá, a las calles Third y G. El 1 de septiembre de 1969, el presidente Richard Nixon firmó una ley que autorizaba al gobierno del Distrito de Columbia a comprar el edificio y alquilarlo a la Sociedad con fines de conservación histórica por un dólar al año durante 99 años.
El histórico edificio de la sinagoga fue restaurado por la Sociedad Histórica Judía del Gran Washington y se convirtió en la sede del Museo Judío Lillian & Albert Small a partir de 1975.
El edificio histórico de la sinagoga figura en el Registro Nacional de Lugares Históricos, el Inventario de Lugares Históricos del Distrito de Columbia y el Estudio de Edificios Históricos Americanos. Es uno de los edificios de sinagogas más antiguos que aún se conservan en los Estados Unidos.

### Traslado al emplazamiento del Museo Judío Capital (2016-2021)
A partir de 2016, el desarrollo del proyecto Capitol Crossing requirió que el edificio se trasladara de nuevo, ya que el gobierno del Distrito de Columbia vendió el terreno en el que se encontraba. En respuesta a ello, el museo se cerró para que el edificio pudiera trasladarse a una nueva sede permanente, donde volvería a abrir sus puertas como parte de un nuevo edificio museístico que se construiría alrededor de la sinagoga histórica.
El traslado se llevó a cabo en dos etapas. En primer lugar, la estructura se trasladó unos 15 metros a una ubicación temporal en Third Street NW, a la espera de la construcción de un aparcamiento que serviría como base permanente. A continuación, a principios de 2019, el edificio se trasladó a su ubicación definitiva en la esquina de Third Street y F Street. Los funcionarios electos locales asistieron al traslado y pronunciaron discursos, y un rabino ofreció una plegaria del viajero. En su nueva ubicación, la sinagoga está orientada hacia el este, de acuerdo con la costumbre judía. Ahora forma parte del Museo Judío de la Capital.

## Tiroteo de 2025

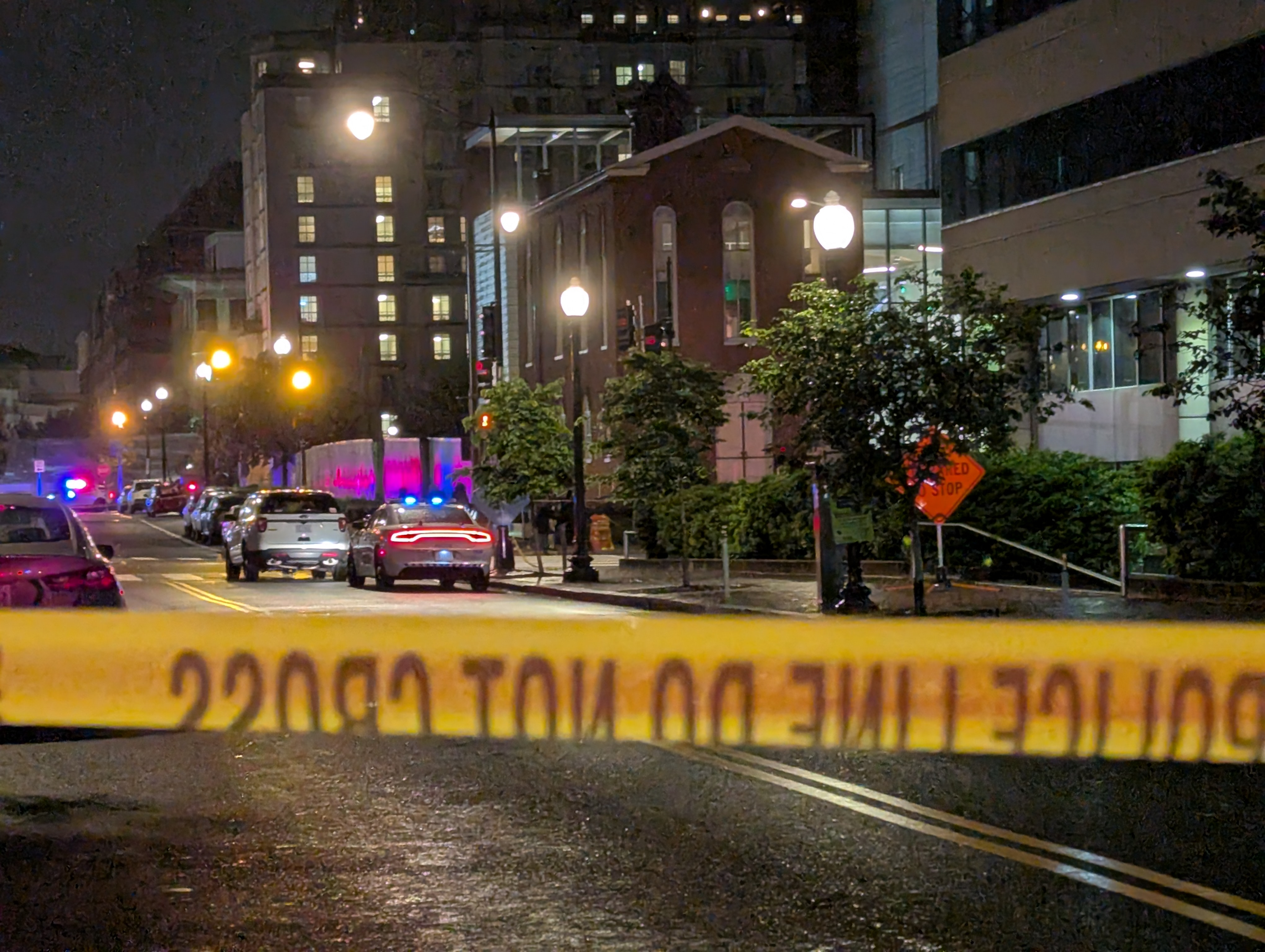
La policía acordonó el museo con cinta policial poco después del tiroteo.

El 21 de mayo de 2025, dos miembros del personal de la embajada de Israel, el germano-israelí Yaron Lischinsky, de 30 años, y su novia judía estadounidense Sarah Lynn Milgrim, de 26 años, fueron asesinados a tiros por la espalda con 21 disparos a quemarropa a la salida del museo, cuando abandonaban un acto judío organizado por el Comité Judío Estadounidense. Las dos víctimas eran una joven pareja a punto de comprometerse.
Elias Rodríguez, de 31 años, fue detenido como sospechoso tras ser apresado por los servicios de seguridad del evento. Sacó un keffiyeh rojo de estilo palestino y gritó «¡Palestina libre, Palestina libre!» mientras estaba bajo custodia.
Danny Danon, embajador de Israel ante las Naciones Unidas, calificó el suceso de «acto depravado de terrorismo antisemita».
El presidente de los Estados Unidos, Donald Trump, condenó los asesinatos a través de una publicación en Truth Social, en la que afirmaba: «Estos horribles asesinatos en Washington D. C., basados obviamente en el antisemitismo, deben terminar, ¡YA!».